# Parafia Najświętszej Maryi Panny Królowej Polski w Kamionnej
Parafia Matki Bożej Królowej Polski w Kamionnej – parafia rzymskokatolicka, znajdująca się w diecezji tarnowskiej, w dekanacie Lipnica Murowana.